# Eddy Taytelbaum
Eddy Taytelbaum est un illusionniste (close-up) et créateur d'effets néerlandais, né en 1925 et mort en 2019.

## Biographie

### Prix
Concours de la FISM :
- 1955 : 1er en close-up (Amsterdam)
- 1955 : 3e en cartomagie (Amsterdam)
- 1958 : 1er en cartomagie (Vienne)
- 1961 : 3e en cartomagie (Liège)

## Taytelbaum vu par ses contemporains
Taytelbaum est considéré par ses pairs comme un des grands magiciens et créateurs d’effets européens. Il est reconnu pour ses magnifiques créations destinées au close-up, faites main. Ces objets sont aujourd'hui devenus pour la plupart de véritables collectors.

## Créations
Ces créations sont majoritairement des tours de petite taille destinés au close-up.
La plupart des objets créés par Taytelbaum (à la main) sont en plastique mais parviennent à donner une impression de richesse. Il a également travaillé le bois.

## Sources
- (en) Site consacré à Taytelbaum et à ses créations